# Klášter Ave-Maria
Klášter Ave-Maria (fr. Couvent de l'Ave-Maria) je zaniklý  klášter v Paříži ve čtvrti Marais. Během Velké francouzské revoluce byl klášter zrušen a přeměn na kasárna, posléze byl zbořen. Klášter se rozkládal v prostoru vymezeném tehdejšími městskými hradbami Filipa II. Augusta a ulicemi Rue Charlemagne, Rue du Fauconnier a Rue de l'Ave-Maria.

## Historie
Ludvík IX. pozval před rokem 1264 do Paříže několik bekyní a věnoval jim dům. Sídlily zde až do roku 1480. Ludvík XI. a Šarlota Savojská nařídili, aby se jejich dům nazýval Ave-Maria či Pokání svatého Františka. O dva roky později sem chtěli povolat klarisky. To vyvolalo spor s dosavadními bekyněmi, ale pařížský parlament v roce 1482 žalobu zamítl a klarisky si zde zřídily svůj klášter.
V klášteře bylo pochováno několik významných osob jako Charlotta de La Trémoille († 1629), manželka Jindřicha I. Bourbon-Condé, Vivonne de la Chasteigneraye, manželka Clauda de Clermont a jejich dcera Claude Catherine de Clermont († 1603), vévodkyně z Retzu nebo Angélique d'Estrées († 1634).
Klášter byl zrušen za Francouzské revoluce v roce 1790 a následně byl přeměněn na kasárna pro jezdectvo a posléze pro pěchotu. Kaple byla přeměněna na zbrojnici. Budovy byly využívány až do roku 1868, v roce 1878 byly zbořeny. Severní část území získalo Lycée Charlemagne a v jižní části vznikla o rok později tržnice Ave Maria. Také tato tržnice byla v roce 1905 zbořena a prostor získala škola.